# لیک‌ویو تراس
لیک‌ویو تراس (به انگلیسی: Lakeview Terrace) فیلمی جنایی، هیجانی و دلهره‌آور محصول سال ۲۰۰۸ آمریکا است. در این فیلم که بر اساس داستانی واقعی ساخته شده‌است، بازیگرانی همچون ساموئل ال. جکسون، پاتریک ویلسون و کری واشینگتن ایفای نقش کرده‌اند.

## خلاصه داستان
اِیبِل (ساموئل ال. جکسون) یک افسر پلیس و پدر سختگیرِ دختری ۱۵ ساله و پسری ۱۰ ساله است. او همچنین مأمور گشت محله‌ای است که در آن زندگی می‌کند. یک زوج جوان به نام‌های کریس (پاتریک ویلسون) و لیزا (کری واشینگتن) به تازگی به خانه‌ای در همسایگی او نقل‌مکان کرده‌اند. اِیبِل که فرزندانش را با آداب خاصی بار آورده، معتقد است همسایه‌های جدید بر روی فرزندانش آثار بدی می‌گذارند، بنابراین او سعی می‌کند به هر نحوی که شده زوج همسایه را وادار به ترک محله کند.